# Arthur Annesley, 11. Viscount Valentia

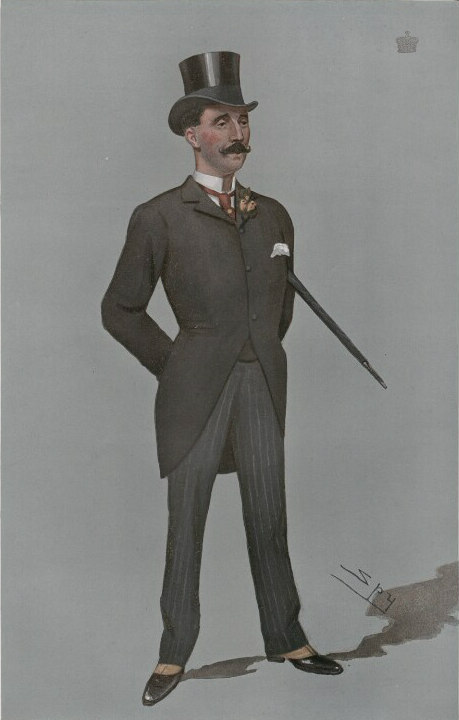
Arthur Annesley (Karikatur von Leslie Ward in Vanity Fair vom 14. September 1899).

Arthur Annesley, 11. Viscount Valentia, KCVO, CB (* 23. August 1843; † 20. Januar 1927) war ein britischer Politiker der Conservative Party. Er war von 1895 bis 1917 Mitglied des House of Commons und von 1917 bis zu seinem Tod 1927 Mitglied des House of Lords sowie von 1915 bis 1924 Lord-in-Waiting.

## Leben

### Familiäre Herkunft, Militärdienst und Unterhausabgeordneter
Arthur Annesley war der Sohn von Hon. Arthur Annesley (1809–1844) und dessen Ehefrau Flora Mary Macdonald († 1884), und väterlicherseits ein Enkel von Arthur Annesley, 10. Viscount Valentia. Nach dem Schulbesuch absolvierte er eine Kadettenausbildung an der Royal Military Academy Woolwich. Beim Tod seines Großvaters am 30. Dezember 1863 erbte er dessen irische Adelstitel als 11. Viscount Valentia, in the County of Kerry, und 11. Baron Mountnorris, of Mountnorris in the County of Armagh.
1864 trat er in die British Army ein und erwarb ein Offizierspatent als Cornet des Kavallerieregiments 10th Royal Hussars (Prince of Wales’s Own). 1868 wurde er zum Lieutenant befördert. Er wurde 1869 auch Lieutenant des Miliz-Kavallerie-Regiments Queen’s Own Regiment of Oxfordshire Yeomanry Cavalry und legte 1872 seinen Dienstposten bei den 10th Royal Hussars nieder. 1874 amtierte er als High Sheriff von Oxfordshire. 1895 war er in den Rang eines Lieutenant-Colonel der Oxfordshire Yeomanry Cavalry mit dem Ehrenrang eines Colonel aufgestiegen.
Bei der Unterhauswahl vom 13. Juli bis 7. August 1895 wurde Annesley als Abgeordneter der Conservative Party für den Wahlkreis Oxford erstmals zum Mitglied des Unterhauses (House of Commons) gewählt und gehörte diesem nach seinen Wiederwahlen bei den Unterhauswahlen vom 23. September bis 24. Oktober 1900, 12. Januar bis 10. Februar 1906, 15. Januar bis 10. Februar 1910 sowie vom 3. bis 19. Dezember 1910 bis zum 22. März 1917 an. Er war zeitweise Friedensrichter (JP) und wurde mit der Territorial Decoration (TD) ausgezeichnet. Im Kabinett Salisbury III und im Kabinett Balfour amtierte er zwischen 1898 und 1905 als Comptroller of the Household. Im Anschluss war er Parlamentarischer Geschäftsführer (Whip) der Opposition im Unterhaus.
Arthur Annesley nahm 1900 als Assistant Adjutant-General for Yeomanry im temporären Rang eines Colonel am Zweiten Burenkrieg teil und wurde für seine Verdienste im Kriegsbericht erwähnt (Mentioned in dispatches). Er wurde ferner 1900 als Companion des Order of the Bath (CB) sowie 1901 als Member des Royal Victorian Order (MVO) ausgezeichnet. 1904 schied er aus dem aktiven Militärdienst aus und erhielt im gleichen Jahr das Ehrenamt des Colonel of the Regiment der Oxfordshire Yeomanry Cavalry.

### Oberhausmitglied, Ehe und Nachkommen
Am 25. Mai 1915 wurde er Lord-in-Waiting in der zweiten Regierung Asquith und bekleidete dieses Amt vom 5. Dezember 1916 bis zum 19. Oktober 1922 auch in der Regierung Lloyd George, im Kabinett Bonar Law (23. Oktober 1922 bis 20. Mai 1923) sowie im Kabinett Baldwin I (22. Mai 1923 bis 23. Januar 1924).
Am 7. Mai 1917 wurde Annesley der erbliche britische Adelstitel eines Baron Annesley, of Bletchington in the County of Oxford, verliehen. Dieser war im Gegensatz zu seinen beiden irischen Titeln unmittelbar mit einem Sitz im britischen Oberhauses (House of Lords). Am 2. Juni 1923 wurde er zudem zum Knight Commander des Royal Victorian Order (KCVO) geschlagen.
Arthur Annesley heiratete am 30. Januar 1878 Laura Sarah Webb († 1933), die Witwe von Sir Algernon William Peyton, 4. Baronet. Aus dieser Ehe gingen fünf Töchter und drei Söhne hervor. Die älteste Tochter Vere Annesley (1879–1975) war mit dem anglikanischen Geistlichen Reverend Guy Ronald Campbell verheiratet, der zwischen 1912 und 1943 Pfarrer von Wilton war. Der älteste Sohn Arthur Annesley (1880–1914) fiel als Offizier der 10th Royal Hussars (Prince of Wales’s Own) zu Beginn des Ersten Weltkrieges. Die zweitälteste Violet Katherine Annesley (1882–1963) war mit Charles Henry Gore verheiratet, Fellow und Schatzmeister (Bursar) des Queen’s College der University of Oxford. Sein ältester Sohn Caryl Arthur Annesley (1883–1949) diente als Major der 1st Royal Dragoons, erbte bei seinem Tod 1927 seine Adelstitel als 12. Viscount Valentia und war zwischen 1932 und 1947 High Sheriff von Banbury. Die Tochter Helen Annesley (1884–1965) war die Ehefrau von John Pemberton Heywood-Lonsdale, Colonel der Shropshire Yeomanry. Die Tochter Lettice Annesley, CVO (1885–1988) war die Ehefrau von Geoffrey Vaux Salvin Bowlby, der 1915 als Captain der Royal Horse Guards fiel sowie zwischen 1927 und 1945 Kammerzofe (Woman of the Bedchamber) von Queen Elizabeth. Die jüngste Sohn Hilda Cecil Annesley (1889–1972) starb unverheiratet, während die jüngste Tochter Dorothy Annesley (1892–nach 1929) mit Joseph Francis Vaughan Gibbs verheiratet war, einem Farmer in Südafrika und während des Zweiten Weltkrieges Flying Officer der Royal Air Force.